# Maurolicus japonicus
Maurolicus japonicus és una espècie de peix pertanyent a la família dels esternoptíquids.

## Descripció
- Fa 5 cm de llargària màxima.
- Nombre de vèrtebres: 32-34.[5][6]

## Depredadors
Al Japó és depredat per Champsodon snyderi.

## Hàbitat
És un peix marí i batipelàgic que viu entre 50 i 400 m de fondària.

## Distribució geogràfica
Es troba a Hawaii i el Japó.

## Costums
És bentopelàgic.

## Observacions
És inofensiu per als humans.